# Brünner-Nationalgarde-Marsch
Brünner-Nationalgarde-Marsch (Brnos Nationalgardesmarsch), op. 58, är en marsch av Johann Strauss den yngre från 1848. Den spelades första gången 15 augusti 1848 i Brünn (Brno).

## Bakgrund
När Joseph Lanner (kompositören, dirigenten och skaparen av wienervalsen) oväntat dog vid 42 års ålder den 14 april 1843 uppstod en vakans som kapellmästare för Wiens 2:a Borgarregemente. Sedan 1832 hade posten som kapellmästare för Wiens 1:a Borgarregemente innehafts av Lanners tidigare vän och senare rival, Johann Strauss den äldre, fader till Johann Strauss den yngre. Tjänsten förblev vakant i mer än två år, tills ett tillkännagivande i tidningen Der Wanderer namngav Johann Strauss den yngre såsom Lanners efterträdare. Äran att få överta denna prestigetjänst visar hur högt anseende den blott 20-årige musikern hade i de styrande kretsarna och var desto mer remarkabel då den kom blott ett år efter hans professionella debut med sin orkester.

## Historia
I och med revolutionen 1848 upplöstes borgarregementena och ersattes av ett nationalgarde. Efter att ha återvänt till Wien efter en längre konsertturné på Balkanhalvön accepterade Strauss posten som kapellmästare för nationalgardet i stadsdelen Leopoldstadt. Den 30 juli 1848 anlände en delegation från Brnos nationalgarde till Wien på ett fyra dagars besök som gäster till Wiens nationalgarde. Johann Strauss den äldre välkomnade besökarna med sin Brünner-National-Garde-Marsch (op. 231). Wien och Brno (huvudstad i Mähren) hade länge haft ett nära samarbete och bygget av en sammanlänkande järnväg mellan de två städerna befäste de vänskapliga relationerna. Visitens framgång ledde till ett svarsbesök och tidningen Wiener Allgemeine Theaterzeitung kunde den 10 augusti 1848 meddela: "En stor festival kommer hållas i Brno den 15 augusti då flera tusen av Wiens Nationalgardister kommer att närvara. Johann Strauss den yngre and hela hans orkester har också engagerats till festivalen". Till det tillfället komponerade Strauss d.y. sin egen Brünner-Nationalgarde-Marsch. Enligt en handskriven notering på notmaterialet skrevs verket på uppdrag av en medborgare i Brno och framfördes först i ett arrangemang för brassband.
Strauss förläggare, H.F. Müller, gav inte ut något orkesterversion av marschen och det är inte känt huruvida en ordinär instrumentering gjordes för den sedvanliga Straussorkestern. Liksom många andra av de verk som Strauss komponerade under revolutionstiden (opp. 52, 54-57 och 60) lär även Brünner-Nationalgarde-Marsch ha konfiskerats av polisen efter att den tryckts. Nutida inspelningar av marschen använder sig av ett orkestermaterial som återfanns i ett bibliotek i Brno.

## Om marschen
Speltiden är ca 2 minuter och 41 sekunder plus/minus några sekunder beroende på dirigentens musikaliska tolkning.

## Weblänkar
- Dynastin Strauss 1848 med kommentarer om Brünner-Nationalgarde-Marsch.
- Der Brünner-Nationalgarde-Marsch i Naxos-utgåvan.

## Anmärkning
1. ↑  Freiheits-Lieder, Revolutions-Marsch, Burschen-Lieder, Studenten-Marsch, Liguorianer-Seufzer-Polka och Geisselhiebe-Polka.